# Magnus Hanson
Carl Magnus Gideon Hanson, född 10 juli 1862 i Hålta socken, Göteborgs och Bohus län, död 4 april 1920 i Kungsholms församling i Stockholm, var en svensk ingenjör. Han var bror till Nils Hanson.
Hanson avlade ingenjörsexamen vid Chalmers tekniska läroanstalt 1883 och anställdes vid David Otto Franckes pappersbruk och sulfitfabrik i Mölndal. Tillsammans med ingenjör Waldemar Flodquist anlade han 1885 en fabrik vid Forsbacka i Dalsland för att tillämpa en av Flodqvist uppfunnen förbättrad metod för sulfittillverkning. Metoden vann stor framgång, och Hanson anlitades sedan för planläggning, byggande (bland annat Ulriksfors, där han en tid var disponent) och drift av ett stort antal fabriker inom sulfit- och pappersbranschen i Sverige samt ett i Norge och ett i Ryssland (Vologdafabrikerna). 
Efter att ha lämnat Ulriksfors arbetade han som konsulterande ingenjör i Stockholm och bildade tillsammans med sin bror firman Cellulosabyrån Bröderna Hanson. Hans arbete inom sulfitindustrin var av banbrytande natur och bidrog till, att Sverige nådde en ledande ställning inom branschen. Hanson är begravd på Norra begravningsplatsen utanför Stockholm.